# IOS 11
iOS 11 est la onzième version majeure du système d'exploitation iOS développé par Apple pour ses téléphones et tablettes. Elle a été annoncée pour succéder à iOS 10 lors de la WWDC 2017 le 5 juin 2017 en même temps que macOS High Sierra. Elle implique des nouveautés sur les iPhone, iPad et iPod touch compatibles avec cette nouvelle version (c'est-à-dire les iPhone à compter de l'iPhone 5s, les iPad à compter de l'iPad 5e, de l'iPad mini 2, de l'iPad Air, de l'iPad Pro (9,7", 10,5" et 12,9") et l'iPod touch 6e). Parmi les modifications apportées à iOS 11, l'écran de verrouillage et le Centre de notification sont combinés, permettant à toutes les notifications d'être affichées directement sur l'écran de verrouillage. Les différentes options du Centre de contrôle sont unifiées. L'App Store change de visuel pour se concentrer sur le contenu éditorial et les applications les plus utiles au quotidien. Une application de gestion de fichiers « Fichiers » permet un accès direct aux fichiers stockés localement et au iCloud. Siri sera capable de traduire entre les langues, comportera plus de voix humaines et utilisera une technique d'apprentissage sur les périphériques conçue pour être plus adaptée à la vie privée pour mieux comprendre les intérêts d'un utilisateur et offrir des suggestions améliorées. La caméra mettra en vedette de nouveaux paramètres pour des photos de mode portrait améliorées et utilisera de nouvelles techniques de codage pour réduire la taille des fichiers. Le système d'exploitation introduira également la possibilité d'enregistrer l'écran. Certaines nouvelles fonctionnalités apparaîtront uniquement sur iPad, y compris un dock d'application toujours accessible et une nouvelle interface pour afficher plusieurs applications à la fois. Les utilisateurs d'iPhone et iPad peuvent faire glisser-déposer des fichiers. Cette version est très critiquée car elle contient beaucoup de bugs.
iOS 11 sort officiellement le 19 septembre 2017.
iOS 11 est la première version d'iOS à ne pas prendre en charge les applications 32 bits ni les processeurs 32 bits. (Les applications 32 bits doivent être mises à jour en 64 bits.) Elle ne prend donc en charge que les applications 64 bits ou les processeurs 64 bits. Lors de l'installation d'iOS 11, si un utilisateur tente d'ouvrir une application 32 bits qui n'a pas encore été mise à jour vers la version 64 bits, iOS refusera tout simplement de l'exécuter.